# Hotel FM
Hotel FM, est un groupe musical roumain, formé en avril 2005. Le groupe s'est produit dans plusieurs concerts de plusieurs villes de Roumanie et d'Allemagne, et a lancé un CD promotionnel au printemps 2006.

## Eurovision
Le groupe a obtenu la 4e place de la finale nationale roumaine en 2010 avec la chanson "Come As One".
Ils ont représenté la Roumanie au Concours Eurovision de la chanson 2011 en Allemagne, avec la chanson "Change" grâce à leur 1er place à la Selecția Națională 2011,.